# Äppelkaka

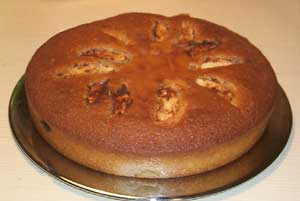
Äppelkaka.

Äppelkaka är en vanlig efterrätt, en kaka med äpplen som huvudingrediens. Det finns många olika varianter med äpplen eller äppelmos, bröd eller skorpor och med eller utan ägg. Äppelpaj kan göras på paj- eller smuldeg. Äppelkaka eller äppelpaj serveras ofta med vaniljsås, vispad grädde eller vaniljglass. Äppelkaka är belagt i svenska språket från år 1730.
I Finland bakade man på 1800-talet en knaprig äppelkaka med rågsmak av riven sötsur limpa och äppelmos.
Skånsk äppelkaka (eblakaga) är en efterrätt av skånskt ursprung. Serveras traditionellt bland annat i samband med Mårtensgåsfirandet den 11 november.
Dansk äppelkaka (æblekage) är lik den skånska men bakas inte och serveras kall, toppad med vispad grädde ovanpå brödsmulorna.